# Phoradendron laxiflorum
Phoradendron laxiflorum là một loài thực vật có hoa trong họ Santalaceae. Loài này được Ule miêu tả khoa học đầu tiên năm 1906.